# Goodeniaceae
Goodeniaceae, biljna porodica u redu zvjezdanolike. Postoji šest rodova u tri potporodice. Ime je dobila po rodu Goodenia. Većina rodova je iz Australije, a najrasprostranjeniji je Scaevola (Sjeverna i JuŽna Amerika, Afrika, Azija, Australija).

## Opis
Goodeniaceae porodica iz reda Asterales, koja sadrži 12 rodova i oko 440 vrsta, uglavnom je porijeklom iz Australije. Neke vrste su rasprostranjeni tropski grmovi na plaži, kao što su Scaevola plumieri i S. frutescens. Obje imaju ovalne, kožaste listove i male, zvjezdaste, bijele cvjetove i visoke su oko 1,5 metara (5 stopa).
Grmovi slični vrijesu iz australskog roda Leschenaultia ponekad se uzgajaju kao vrtni grmovi s blagom klimom. Imaju ljubičaste, plave, crvene ili žute cvjetove.

## Potporodice
Familia Goodeniaceae R. Br. (464 spp.)
1. Subfamilia Dampieroideae Thorne & Reveal
  1. Lechenaultia R. Br. (32 spp.)
  2. Dampiera R. Br. (70 spp.)
  3. Anthotium R. Br. (4 spp.)
2. Subfamilia Brunonioideae Burnett
  1. Brunonia Sm. (1 sp.)
3. Subfamilia Goodenioideae Burnett
  1. Scaevola L. (117 spp.)
  2. Goodenia Sm. (242 spp.)